# Caballero a la medida
Caballero a la medida és una pel·lícula de comèdia mexicana de 1954 dirigida per Miguel M. Delgado i protagonitzada per Cantinflas, Martha Valdés i Domingo Soler. En aquesta pel·lícula hi ha una participació especial d'Anabel Gutiérrez, més coneguda per aparèixer després en sèries de Chespirito. Està doblada al català.

## Argument
Cantinflas treballa com a model d'esmòquing per a una prestigiosa botiga. L'esmòquing li permet accedir a llocs exclusius, on coneix gent important i rica. Durant el seu temps lliure, Cantinflas és l'encarregat d'un boxejador aficionat, ajuda una infermera atractiva i, de tant en tant, ajuda un capellà a l'església i dirigeix un orfenat pobre. Tanmateix, un dia en Cantinflas, vestit amb l'esmòquing, coneix un home ric, que creu falsament que també és milionari.

## Repartiment
- Cantinflas com Cantinflas
- Martha Valdés com Lita
- Ángel Garasa com Don Pascual Lachica
- Domingo Soler com pare Feliciano
- Wolf Ruvinskis com Chucho
- Miguel Arenas com Don Simón Sicario
- Arturo Martínez com El Chivato
- Anabel Gutiérrez com Luisa
- Emma Roldán com Doña Pelos
- Ernesto Finance com Sr. Ortiz
- Conchita Gentil Arcos com Doña Manuelita
- Amparo Arozamena com María